# Jürgen Reyer
Jürgen Reyer (* 1943) ist ein deutscher Erziehungswissenschaftler und ehemaliger Hochschullehrer.

## Leben
Reyer wurde 1943 auf dem Gebiet des heutigen Tschechien geboren. Nach einer Lehre als Chemielaborant und anschließender Tätigkeit bei Opel in Bochum erlangte er durch Besuch einer Abendschule die Fachhochschulreife. Im Anschluss studierte er Erziehungswissenschaft, Psychologie, Soziologie, Politologie, Geschichte und Kunstdidaktik an der Universität Dortmund. Im Jahr 1975 schloss er das Studium ab. Danach war Reyer als wissenschaftlicher Assistent an der Universität Dortmund tätig. 1982 folgte die Habilitation. Von 1985 bis 1992 war Reyer Außerplanmäßiger Professor für „Pädagogik der Frühen Kindheit“ an der Universität Tübingen. Von 1992 bis 2008 war Reyer Universitätsprofessor für „Pädagogik der Frühen Kindheit und Sozialpädagogik“ an der Pädagogischen Hochschule, später an der Universität Erfurt für „Sozialpädagogik und Erziehung in früher Kindheit“.

## Schriften (Auswahl)
- Sozialwaisen und Ersatzerziehung. Kinder im Spannungsfeld zwischen familialer und öffentlicher Sozialisation (Zugleich: Dortmund, Pädagogische Hochschule Ruhr, Dissertation, 1975.), Schindele, Rheinstetten 1976, ISBN 978-3-88070-110-6.
- Das Verhältnis zwischen Familie und öffentlicher Kleinkindererziehung im 19. Jahrhundert in Deutschland, eine sozialhistorische Studie zur Geschichte der Sozialpädagogik (Dortmund, Univ., Habil.-Schr., 1982).
- Wenn die Mütter arbeiten gingen … Eine sozialhistorische Studie zur Entstehung der öffentlichen Kleinkinderziehung im 19. Jahrhundert in Deutschland, Pahl-Rugenstein, Köln 1983, ISBN 978-3-7609-5106-5.
- Alte Eugenik und Wohlfahrtspflege. Entwertung und Funktionalisierung der Fürsorge vom Ende des 19. Jahrhunderts bis zur Gegenwart, Lambertus, Freiburg i. Br. 1991, ISBN 978-3-7841-0506-2.
- mit Ursula Müller: Eltern-Kind-Gruppen. Eine neue familiale Lebensform?, Lambertus, Freiburg i. Br. 1992, ISBN 978-3-7841-0630-4.
- mit Heidrun Kleine: Die Kinderkrippe in Deutschland. Sozialgeschichte einer umstrittenen Einrichtung, Lambertus, Freiburg i. Br. 1997, ISBN 978-3-7841-0934-3.
- Kleine Geschichte der Sozialpädagogik. Individuum und Gemeinschaft in der Pädagogik der Moderne, Schneider-Verlag Hohengehren, Baltmannsweiler 2002, ISBN 978-3-89676-432-4.
- Eugenik und Pädagogik. Erziehungswissenschaft in einer eugenisierten Gesellschaft, Juventa, Weinheim/München 2003, ISBN 978-3-7799-1713-7.
- Einführung in die Geschichte des Kindergartens und der Grundschule, Klinkhardt, Bad Heilbrunn 2006, ISBN 978-3-7815-1442-3.
- mit Diana Franke-Meyer: Klassiker der Pädagogik der frühen Kindheit. Ideengeber und Vorläufer des Kindergartens, Beltz Juventa, Weinheim/Basel 2015, ISBN 978-3-7799-3302-1.
- Die Bildungsaufträge des Kindergartens. Geschichte und aktueller Status, Beltz Juventa, Weinheim/Basel 2015, ISBN 978-3-7799-3287-1.
- mit Diana Franke-Meyer: Die Kindergärtnerin. Zur Geschichte der Semi-Professionalisierung, Beltz Juventa, Weinheim/Basel 2021, ISBN 978-3-7799-3955-9.